# Fuerza Aérea de Autodefensa de Japón
La Fuerza Aérea de Autodefensa de Japón (航空自衛隊 Kōkū Jieitai?), ampliamente conocida por sus siglas en inglés JASDF (Japan Air Self-Defense Force), es la rama aérea de las Fuerzas de Autodefensa de Japón responsable de la defensa del espacio aéreo del país, y de otras operaciones relacionadas con la aviación. Mantiene patrullas aéreas armadas alrededor de Japón, y también una extensa red de radares por toda la geografía del país.

## Organización
- Primer Ministro de Japón
  -  Ministro de Defensa
    -  Jefe de Estado Mayor de la JASDF / Oficina de Estado Mayor Aéreo
      -  Mando Aéreo de Defensa: Fuchu, Tokio
        -  Fuerza de Defensa Aérea del Norte: Misawa, Aomori
          -  2.ª Ala aérea. Base aérea Chitose.
            - 201.º Escuadrón, F-15J/DJ, T-4.
            - 203.º Escuadrón, F-15J/DJ, T-4.

          -  3.ª Ala aérea. Base aérea Misawa.
            - 301.º Escuadrón, F-35A, T-4.
            - 302.º Escuadrón, F-35A, T-4.

          -  Ala de alerta temprana y control de aeronaves Norte.
          - Grupo de misiles de defensa aérea Norte (Ocho escuadrones), MIM-104 Patriot.

        -  Fuerza de Defensa Aérea del Centro: Iruma, Saitama
          -  6.ª Ala aérea. Base aérea Komatsu.
            - 303.º Escuadrón, F-15J/DJ, T-4.
            - 306.º Escuadrón, F-15J/DJ, T-4.

          -  7.ª Ala aérea. Base aérea Hyakuri.
            - 3.º Escuadrón, F-2A/B, T-4.

          -  Ala de alerta temprana y control de aeronaves Centro.
          - Grupo de misiles de defensa aérea Centro (Ocho escuadrones), MIM-104 Patriot.
          - Grupo Base aérea Iwo Jima.

        -  Fuerza de Defensa Aérea del Oeste: Kasuga, Fukuoka
          -  5.ª Ala aérea. Base aérea Nyutabaru.
            - 305.º Escuadrón, F-15J/DJ, T-4.

          -  8.ª Ala aérea. Base aérea Tsuiki.
            - 6.º Escuadrón, F-2A/B, T-4.
            - 8.º Escuadrón, F-2A/B, T-4.

          -  Ala de alerta temprana y control de aeronaves Oeste.
          - Grupo de misiles de defensa aérea Oeste (Cuatro escuadrones), MIM-104 Patriot.

        -  Fuerza de Defensa Aérea del Sudoeste: Naha, Okinawa
          -  9.ª Ala aérea. Base aérea Naha.
            - 204.º Escuadrón, F-15J/DJ, T-4.
            - 304.º Escuadrón, F-15J/DJ, T-4. 　

          -  Ala de alerta temprana y control de aeronaves Sudoeste.
          - Grupo de misiles de defensa aérea Sudoeste (Cuatro escuadrones), MIM-104 Patriot.

        - Ala de control y alerta temprana aerotransportada: Base aérea Hamamatsu
          - Grupo de Control y advertencia de vuelo.
            - 602.º Escuadrón, E-767: Base aérea Hamamatsu.

          - Grupo de Monitoreo de Alertas de vuelo
            - 601.º Escuadrón, E-2C/D: Base aérea Misawa.
            - 603.ºEscuadrón,  E-2C/D: Base aérea Naha.

        - Grupo de Entrenamiento en Combate Táctico.
          - Base Aérea de Nyutabaru, F-15J/DJ, T-4.

        - Grupo de Entrenamiento en Misiles de Defensa Aérea: Hamamatsu, Chitose
        - Grupo de Vuelo del Cuartel General del Mando Aérea de Defensa.
          - Base Aérea de Iruma, U-4, YS-11EA,YS-11EB, T-4, C-1.

    - Mando Aéreo de Apoyo: Fuchu, Tokio
    - Mando Aéreo de Entrenamiento: Hamamatsu, Shizuoka
    - Mando Aéreo de Prueba y Desarrollo: Base Aérea de Iruma, Saitama
    - Mando Aéreo de Material: Jujou, Tokio
    - Otros

## Rangos
Los rangos están listados de menor a mayor de derecha a izquierda.
| Código de la OTAN                | OF-9                                                                             | OF-8                      | OF-7                     | OF-5    | OF-4             | OF-3    | OF-2    | OF-1     | OF-1    |
| Rangos                           | 空将 （統合幕僚長および航空幕僚長）                                              | 空将                      | 空将補                   | 1等空佐 | 2等空佐          | 3等空佐 | 1等空尉 | 2等空尉  | 3等空尉 |
| Traducción Española              | General de cuerpo aéreoGeneral de división aérea, Jefe del Jefe de Estado Mayor· | General de división aérea | General de brigada aérea | Coronel | Teniente coronel | Mayor   | Capitán | Teniente | Alférez |
| -------------------------------- | -------------------------------------------------------------------------------- | ------------------------- | ------------------------ | ------- | ---------------- | ------- | ------- | -------- | ------- |
| Insignia tipo A （甲階級章）     |                                                                                  |                           |                          |         |                  |         |         |          |         |
| Insignia tipo B （乙階級章）     |                                                                                  |                           |                          |         |                  |         |         |          |         |
| Insignia tipo miniatura （略章） |                                                                                  |                           |                          |         |                  |         |         |          |         |

| Código de la OTAN                | OR-9              | OR-8                  | OR-7             | OR-6             | OR-5                 | OR-3                 | OR-2    | OR-1           | OR-D                       |
| Rangos                           | 准空尉            | 空曹長                | 1等空曹          | 2等空曹          | 3等空曹              | 空士長               | 1等空士 | 2等空士        | 自衛官候補生               |
| Traducción Española              | Oficial asimilado | Jefe Sargento Maestro | Sargento Maestro | Sargento Técnico | Sargento de Personal | Aviador de 1.ª Clase | Aviador | Aviador Básico | Autodefensa cadete oficial |
| -------------------------------- | ----------------- | --------------------- | ---------------- | ---------------- | -------------------- | -------------------- | ------- | -------------- | -------------------------- |
| Insignia tipo A （甲階級章）     |                   |                       |                  |                  |                      |                      |         |                |                            |
| Insignia tipo B （乙階級章）     |                   |                       |                  |                  |                      |                      |         |                |                            |
| Insignia tipo miniatura （略章） |                   |                       |                  |                  |                      |                      |         |                | sin insignia               |

## Equipamiento
La Fuerza Aérea de Autodefensa de Japón cuenta en la actualidad con las siguientes unidades:
| Aeronave                          | Origen               | Tipo                                                | Versiones          | En servicio        | Notas              |
| Aviones de combate                | Aviones de combate   | Aviones de combate                                  | Aviones de combate | Aviones de combate | Aviones de combate |
| --------------------------------- | -------------------- | --------------------------------------------------- | ------------------ | ------------------ | ------------------ |
| Mitsubishi F-2                    | Japón                | Avión de cazaAvión de caza y entrenamiento          | F-2AF-2B           | 6233               |                    |
| Mitsubishi F-15 Eagle             | Estados Unidos Japón | Avión de cazaAvión de caza y entrenamiento          | F-15JF-15DJ        | 15745              |                    |
| Lockheed Martin F-35 Lightning II | Estados Unidos       | Avión de cazaAvión de caza y Polivalente            | F-35 A/F-35 B      | 34 de 105 0 de 42  |                    |
| Aviones de entrenamiento          |                      |                                                     |                    |                    |                    |
| Kawasaki T-4                      | Japón                | Avión de entrenamiento y ataque ligero              | T-4                | 208                |                    |
| Raytheon Hawker 400               | Estados Unidos       | Avión de entrenamiento de transporte                | T-400              | 13                 |                    |
| Fuji T-7                          | Japón                | Avión de entrenamiento básico                       | T-7                | 49                 |                    |
| Aviones de transporte             |                      |                                                     |                    |                    |                    |
| Lockheed C-130 Hercules           | Estados Unidos       | Avión de transporte táctico                         | C-130H             | 15                 |                    |
| Kawasaki C-1                      | Japón                | Avión de transporte tácticoGuerra electrónica       | C-1AEC-1           | 251                |                    |
| Boeing KC-767J                    | Estados Unidos       | Avión cisterna                                      | KC-767J            | 4                  |                    |
| Boeing 777                        | Estados Unidos       | Avión de transporte VIP                             | 777-300ER          | 2                  |                    |
| Gulfstream IV                     | Estados Unidos       | Avión de transporte VIP                             | U-4                | 5                  |                    |
| NAMC YS-11                        | Japón                | Avión de transporte                                 | YS-11              | 13                 |                    |
| British Aerospace BAe 125         | Reino Unido          | Avión de búsqueda y rescate                         | U-125A             | 32                 |                    |
| AEW                               |                      |                                                     |                    |                    |                    |
| Boeing E-767                      | Estados Unidos       | Avión de Alerta temprana y control aerotransportado | E-767              | 4                  |                    |
| Grumman E-2 Hawkeye               | Estados Unidos       | Avión de Alerta temprana y control aerotransportado | E-2C               | 13                 |                    |
| Helicópteros                      |                      |                                                     |                    |                    |                    |
| Kawasaki CH-47 Chinook            | Estados Unidos Japón | Helicóptero de transporte                           | CH-47J             | 15                 |                    |
| Mitsubishi H-60                   | Estados Unidos Japón | Helicóptero de búsqueda y rescate                   | UH-60J             | 32                 |                    |

### Defensas antiaéreas
| Defensa                         | Origen         | Tipo                                                          |
| Artillería                      | Artillería     | Artillería                                                    |
| ------------------------------- | -------------- | ------------------------------------------------------------- |
| Tipo 91                         | Japón          | Sistema de defensa aérea portátil.                            |
| M167 VADS                       | Estados Unidos | Cañón automático antiaéreo remolcado calibre 20 mm            |
| Misiles                         |                |                                                               |
| Tipo 81                         | Japón          | Sistema móvil de misiles superficie-aire de corto alcance.    |
| MIM-104 Patriot (PAC-2 y PAC-3) | Estados Unidos | Sistema móvil de misiles de superficie-aire de largo alcance. |

## Galería de imágenes

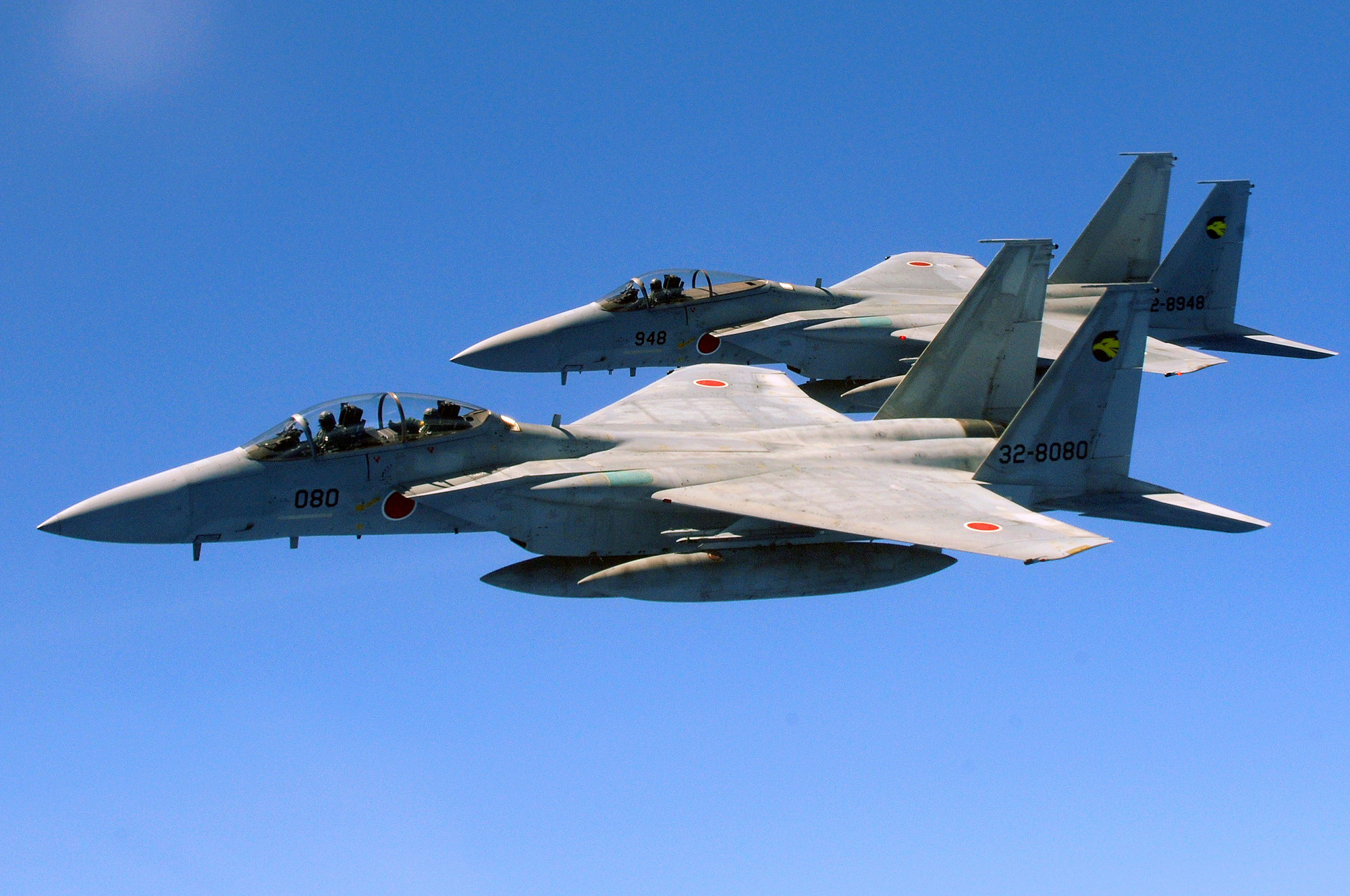
Una pareja de cazas Mitsubishi F-15 Eagle.
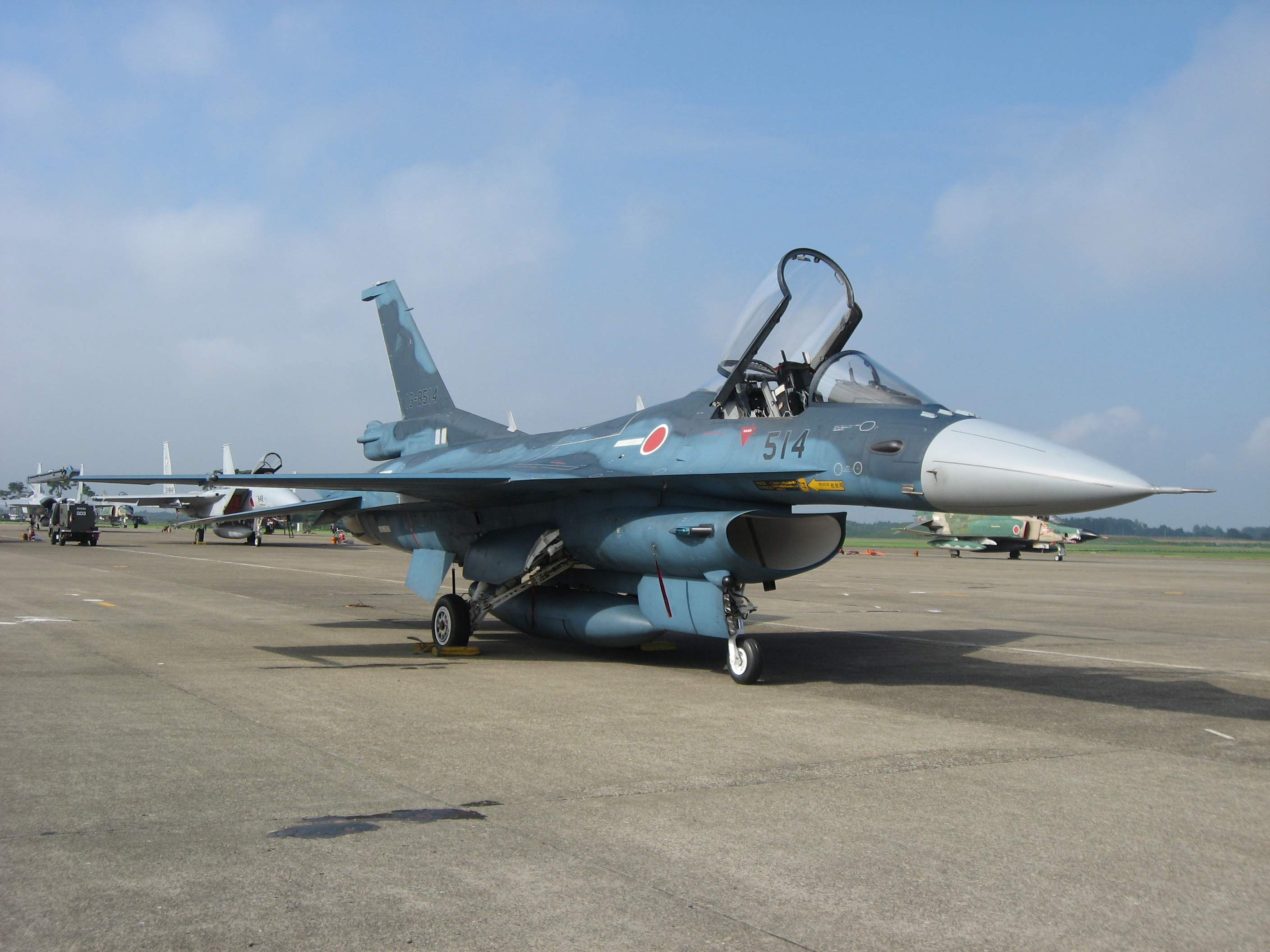
Caza polivalente Mitsubishi F-2.
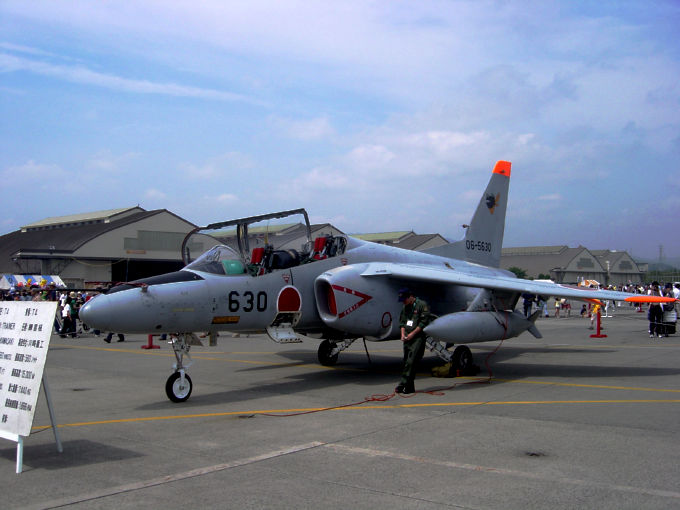
Avión de entrenamiento Kawasaki T-4.
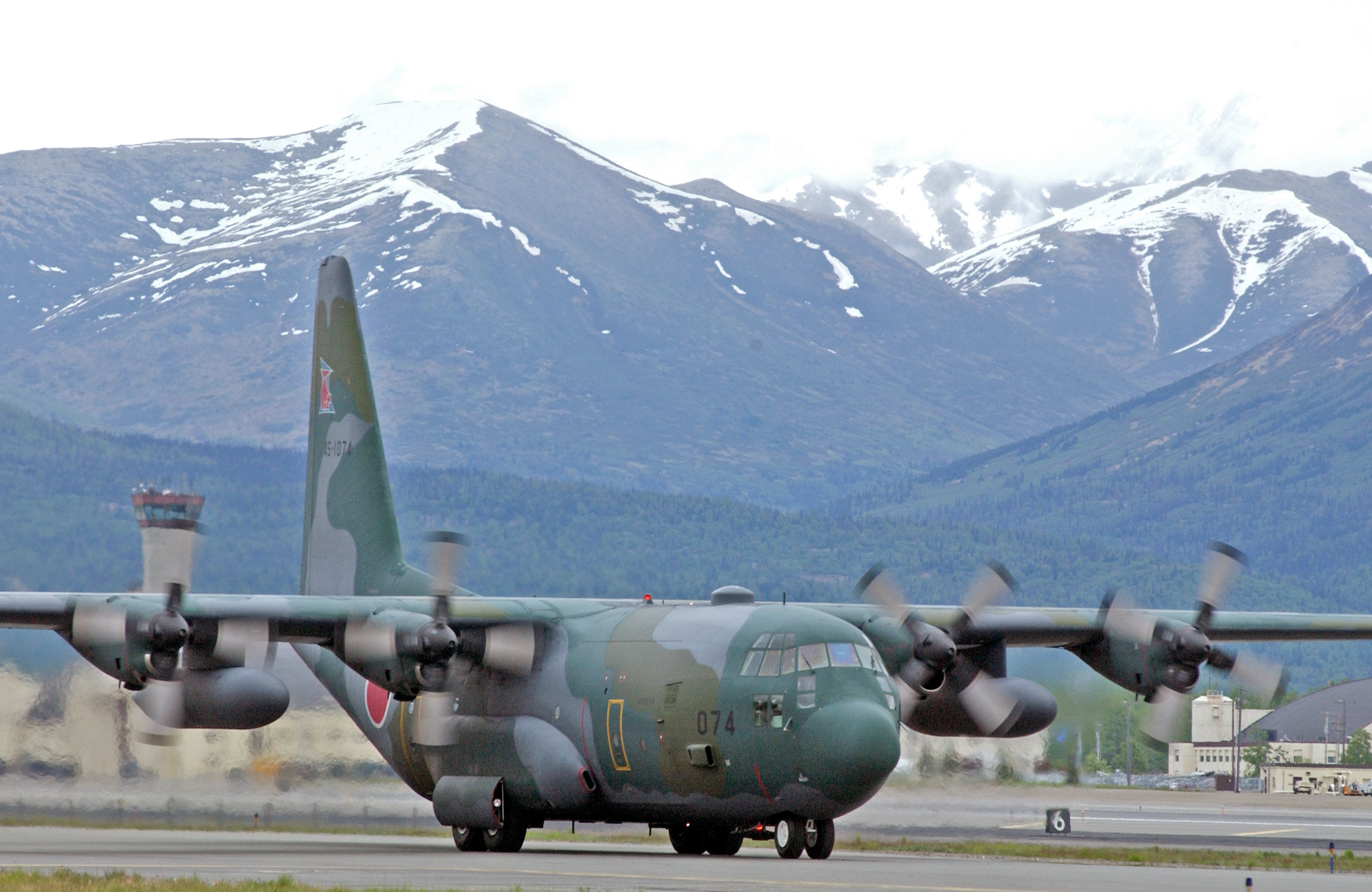
Avión de transporte C-130H Hercules.
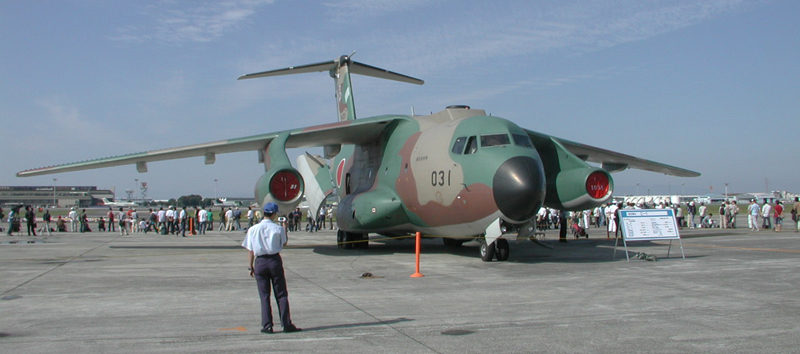
Avión de transporte Kawasaki C-1.
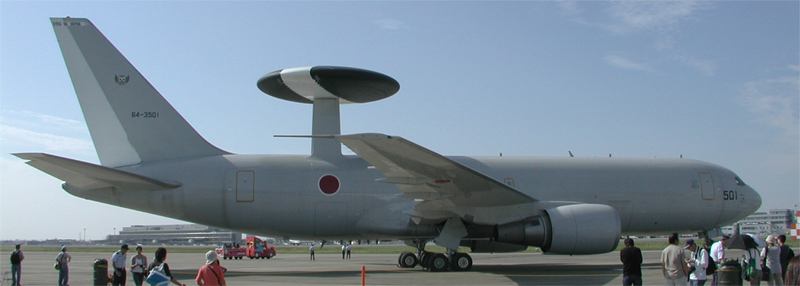
Avión de AEW&C Boeing E-767.
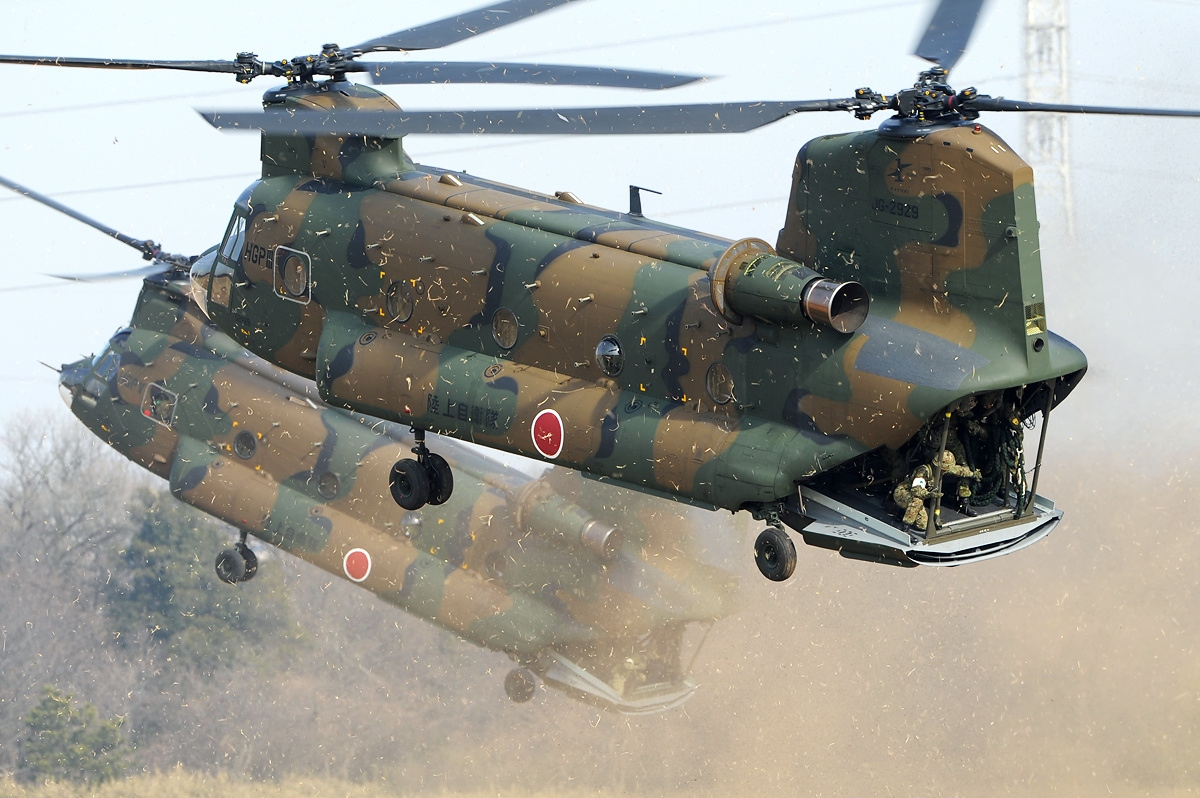
Helicóptero de transporte Kawasaki CH-47 Chinook.
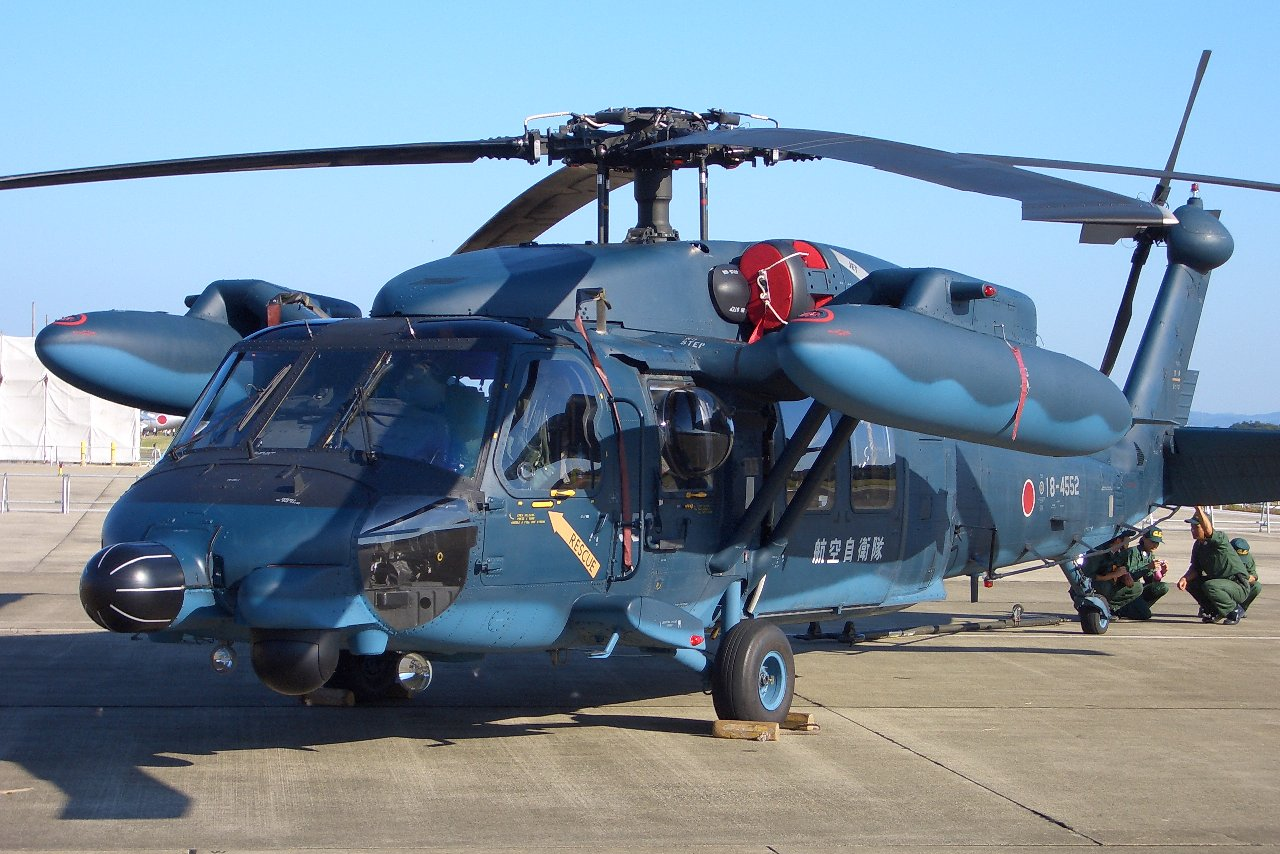
Helicóptero multimisión Mitsubishi UH-60J.
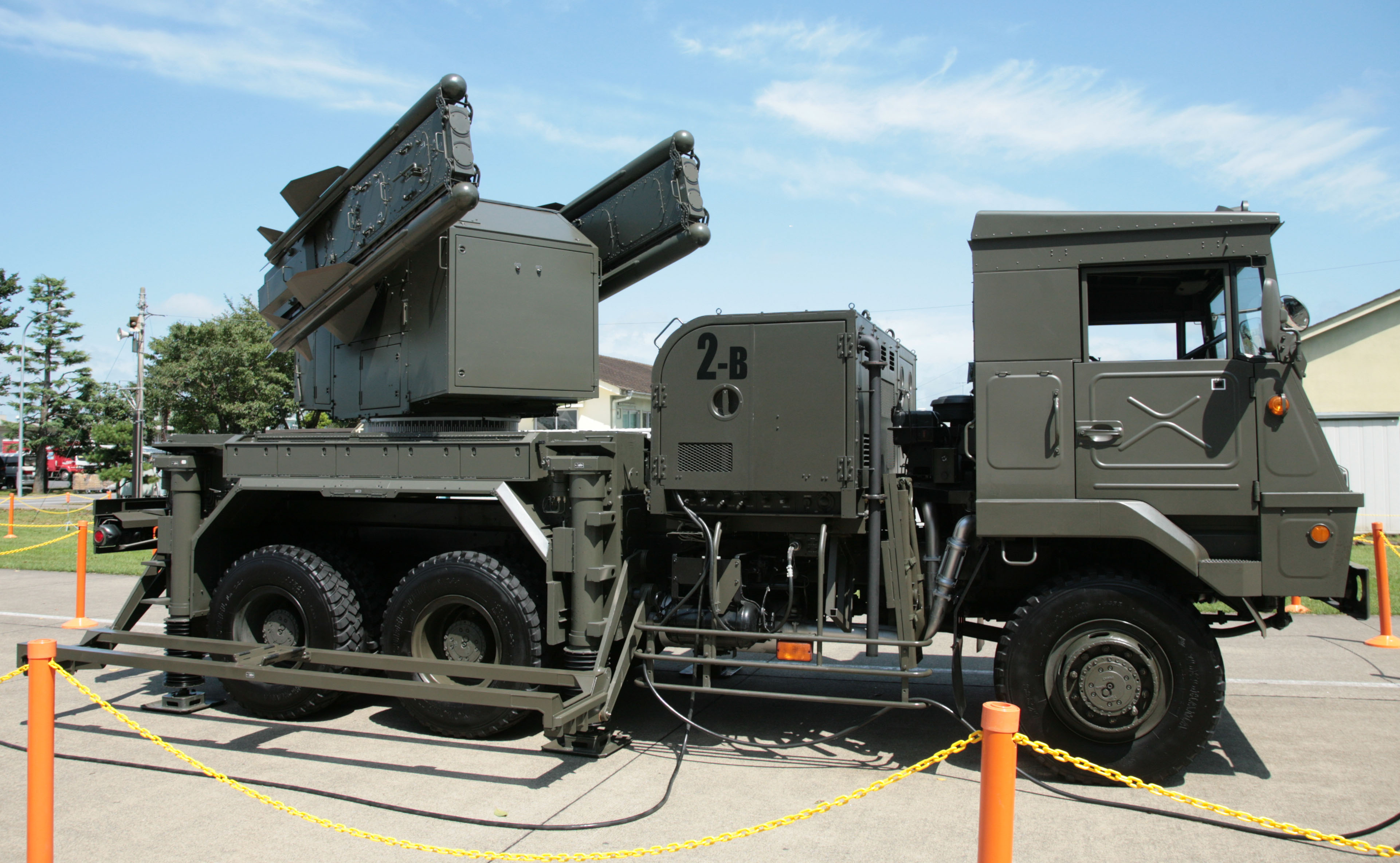
Sistema móvil de misiles antiaéreos Tipo 81.
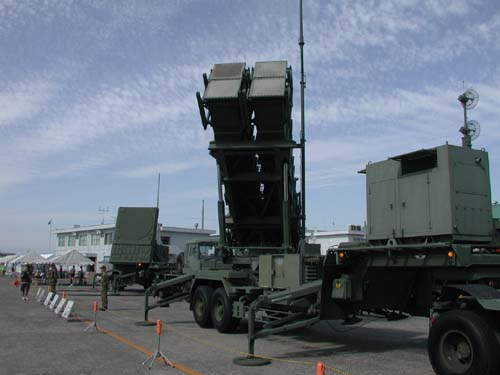
Batería de defensa antiaérea MIM-104 Patriot.
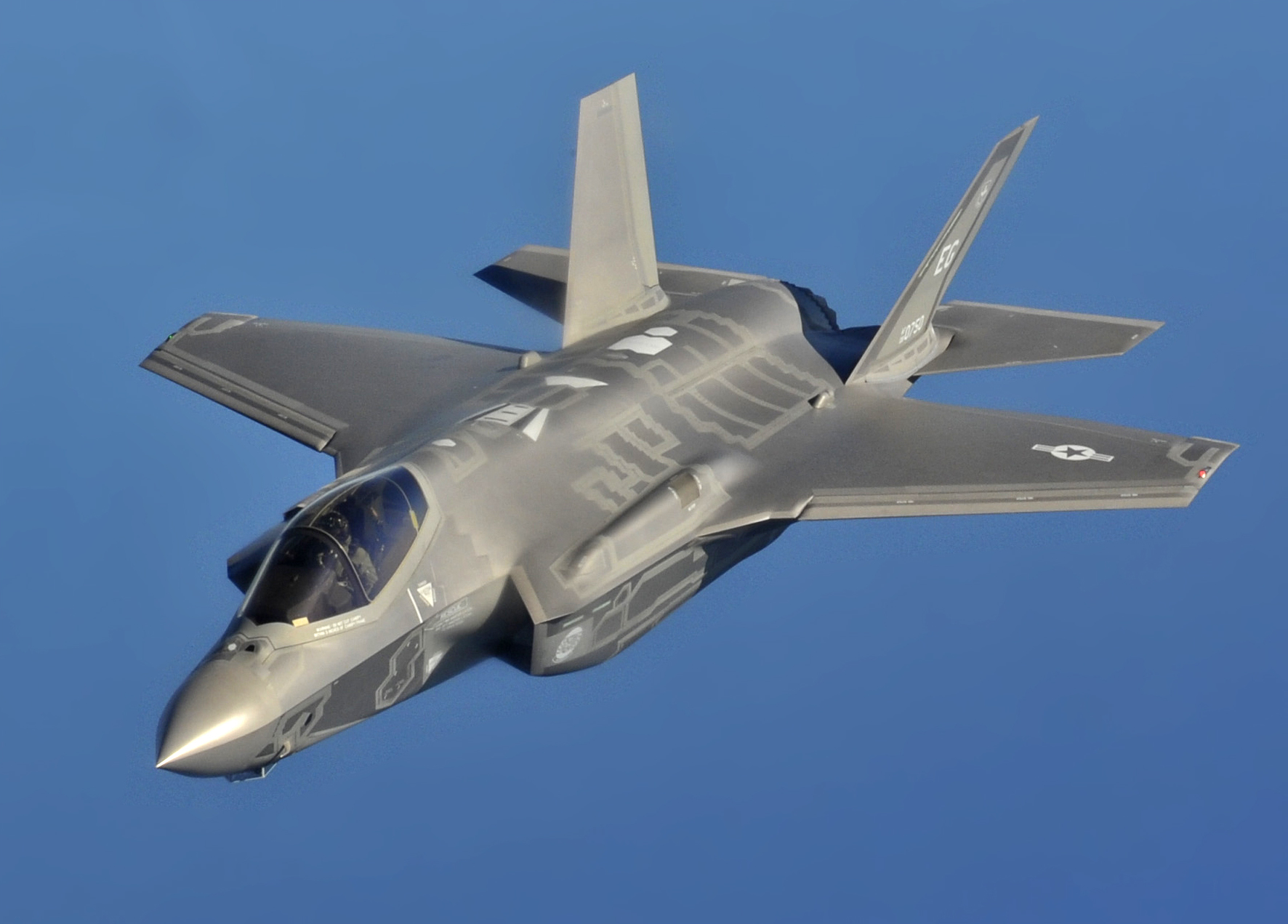
Caza polivalente Lockheed Martin F-35 Lightning II.